# Turba (przystanek kolejowy)
Turba – przystanek kolejowy w miejscowości Turba, w prowincji Harjumaa, w Estonii. Położony jest na linii Tallinn - Keila - Turba, będąc jej przystankiem krańcowym. 

## Historia
Dawniej stacja kolejowa. Zamknięta wraz z linią w 1995 z powodów ekonomicznych, w 2004 rozebrano torowisko stacji. Pod koniec lat 10. XXI w. linia z Riisipere do Turby została odbudowana. 8 grudnia 2019 ponownie otworzono przystanek Turba. Obecnie jest on przystankiem krańcowym linii, istnieją jednak plany odbudowy linii do Haapsalu

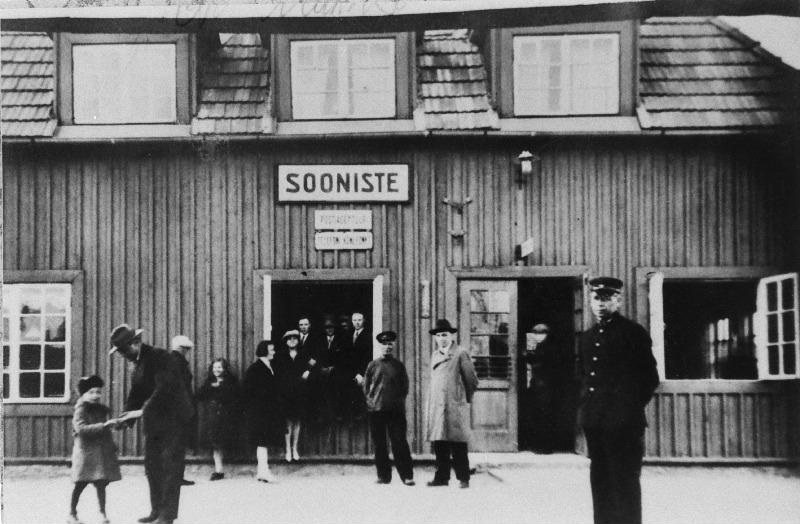
Stacja w 1932
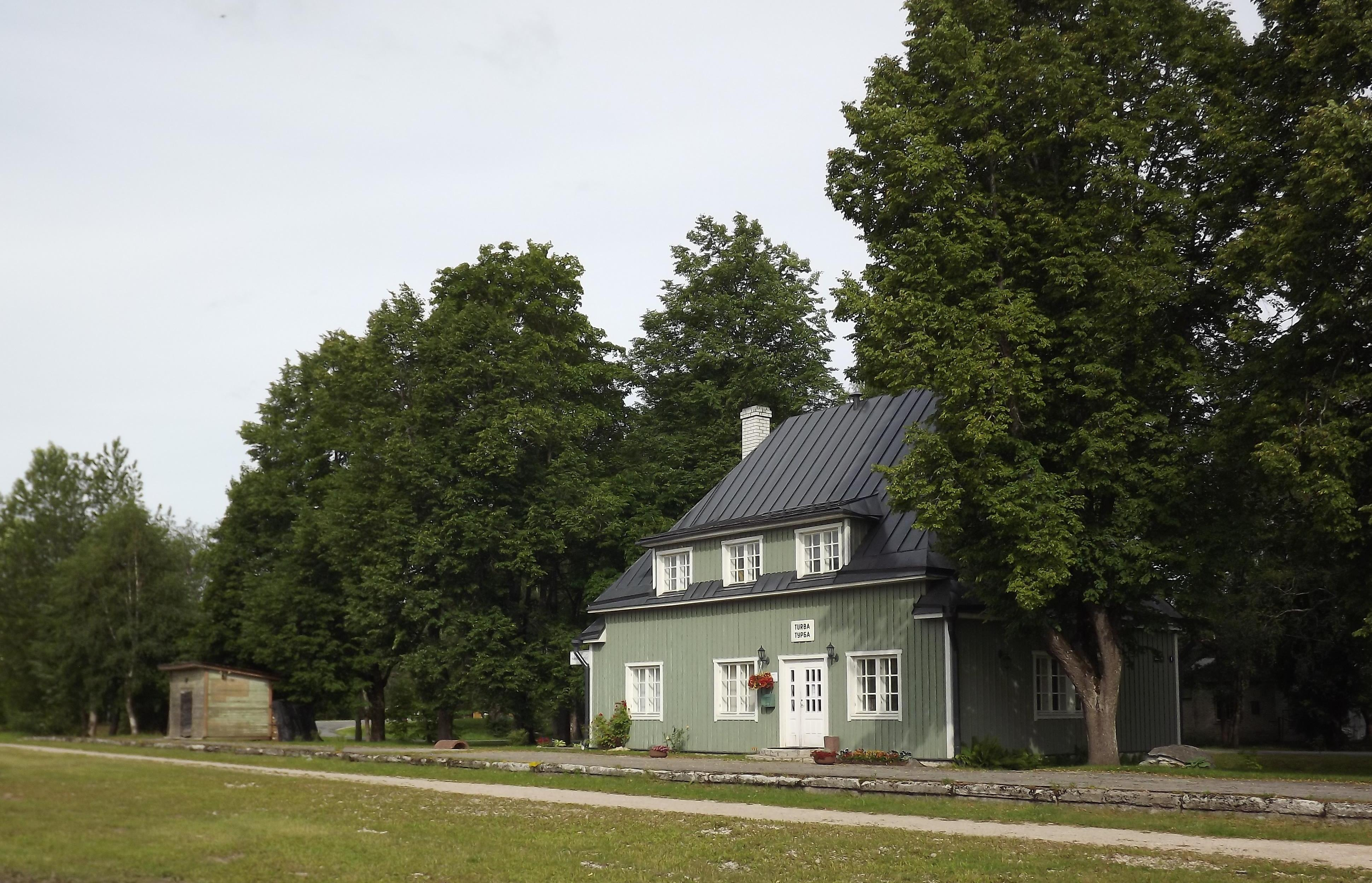
Stacja z rozebranym torowiskiem w 2014